# Tsjoevasjen
De Tsjoevasjen (Tsjoevasjisch: чӑвашсем; tsjǎvasjsem) zijn een Turks volk in Europees-Rusland, dat zich net als de Gagaoezen van de meeste andere Turkse volkeren onderscheidt doordat ze niet islamitisch, maar orthodox christelijk zijn. Volgens de Russische volkstelling woonden er in 2010 in totaal 1.436.000 Tsjoevasjen in de Russische Federatie, waarvan 815.000 in de autonome republiek Tsjoevasjië, waar ze de meerderheid van de bevolking vormen. Tsjoevasjen zijn verder onder andere te vinden in de autonome republieken Tatarije en Basjkirië, de oblasten Samara, Oeljanovsk, Tjoemen, Kemerovo, Orenburg en Moskou en in Kazachstan en Oekraïne.
De Tsjoevasjen vallen uiteen in 3 groepen:
- Opper-Tsjoevasjen (Virjal of Toeri) - in het noorden en noordoosten van Tsjoevasjië
- Weide-Tsjoevasjen (Anat Entsji) - in het centrum en zuidwesten van Tsjoevasjië
- Neder-Tsjoevasjen (Anatri) - in het zuiden van Tsjoevasjië en buiten de autonome republiek

Hun taal is het Tsjoevasjisch, hun godsdienst voornamelijk Russisch-orthodox. De Tsjoevasjen zijn directe afstammelingen van de Soevari en de Wolga-Bulgaren.
In de 15e en 16e eeuw werd het grondgebied van de Tsjoevasjen veroverd door het kanaat Kazan. Toen dat kanaat in 1552 door de Russen werd veroverd, kwamen de Tsjoevasjen onder Russische heerschappij, waarna ze zich spoedig tot het orthodoxe geloof lieten bekeren.
Abazijnen ·
Abchaziërs ·
Achvachen ·
Adygeeërs ·
Aino ·
Aleoeten ·
Aljoetoren ·
Altaj (Oirot) ·
Andi ·
Armeniërs ·
Avaren ·
Azerbeidzjanen·
Balkaren ·
Baraba ·
Basjkieren ·
Bergjoden ·
Boerjaten ·
Chakassen ·
Chanten ·
Chinezen ·
Dargienen ·
Dolganen ·
Enetsen ·
Evenen ·
Evenken ·
Georgiërs ·
Grieken ·
Ingoesjen ·
Ingriërs ·
Itelmenen ·
Jakoeten ·
Joden ·
Joekagieren ·
Joepiken ·
Kabardijnen ·
Kalmukken ·
Kamtsjadalen ·
Karatsjajers ·
Kareliërs ·
Kazachen ·
Kereken ·
Ketten ·
Komi ·
Koreanen ·
Korjaken ·
Korjo-saram ·
Krim-Tataren ·
Lezgiërs ·
Mansen ·
Mari (Tsjeremissen) ·
Meschetische Turken ·
Mordwienen ·
Nanai ·
Negidalen ·
Nenetsen (Joeraken) ·
Nganasanen ·
Nivchen (Giljaken) ·
Nogai ·
Oedegen ·
Oedmoerten ·
Oekraïners ·
Oeltsjen ·
Oezbeken ·
Oroken ·
Orotsjen ·
Osseten ·
Polen ·
Pomoren ·
Rusland-Duitsers (inclusief Wolga-Duitsers) ·
Russen ·
Samen (Lappen) ·
Selkoepen ·
Sjoren ·
Sojoten ·
Tabassaranen ·
Perzen (Tadzjieken) ·
Taten ·
Teleoeten ·
Tofalaren ·
Tsachoeriërs (Caxur) ·
Tsjerkessen ·
Tsjetsjenen (Noxchi) ·
Tsjoektsjen ·
Tsjoelymen ·
Tsjoevanen ·
Tsjoevasjen ·
Turkmenen ·
Toevanen ·
Wepsen ·
Belarussen (Wit-Russen) ·
Wolga-Tataren ·
Woten